# Vidraru-tó
A Vidraru-tó (románul: Lacul Vidraru) mesterséges tó Romániában, a Fogarasi-havasokban. Az Argeș folyó vizének felduzzasztásával hozták létre 1965-ben. A tó hossza 14 km, 900 hektárnyi területet foglal el és kb. félmilliárd köbméter víz van benne. A gát 166 méter magas és 305 méter széles, tetején vezet keresztül a Transzfogarasi út. A víztározó létrehozásával egy folyó menti falu víz alá került. A gát építésénél 530 000 m³ földet mozgattak meg és 820 000 m³ betont használtak fel.
Vízgyűjtő tavába vezetik a Doamnei, a Cernat, a Vâlsan és a Topolog folyók vizét.